# 보반트엉
보반트엉(베트남어: Võ Văn Thưởng, 武文賞, 무문상, 1970년 12월 13일~)은 베트남의 정치인이다. 2023년 3월부터 2024년 3월까지 베트남의 주석을 지냈다. 부정부패에 대한 책임으로 실각한 응우옌쑤언푹의 후임으로 선출되었다.
2024년 3월 21일 꽝응아이성에서 전 부하 직원들이 주요 부패 사건으로 체포되자 사임하였다.

## 생애
그는 베트남 전쟁이 진행 중이던 1970년 12월 13일 북베트남의 빈롱성 안프억사에서 태어났다. 부모님은 모두 남베트남 출신이나, 베트남 전쟁 중에 월북했다. 그는 호치민 대학을 졸업했다. 대학 청년단 부비서를 지낸 적도 있다.

## 정치 활동
그는 1993년 11월에 베트남 공산당에 입당해 정계에 입문했고, 1년 뒤 입당이 정식으로 승인되었다. 그는 이후 국회의원과 당중앙위원회 위원을 지냈다. 이후 2023년 2월 주석으로 선출되었고, 그는 이후에 윤석열 대한민국 대통령과도 정상회담을 했다.